# Omatakoberge

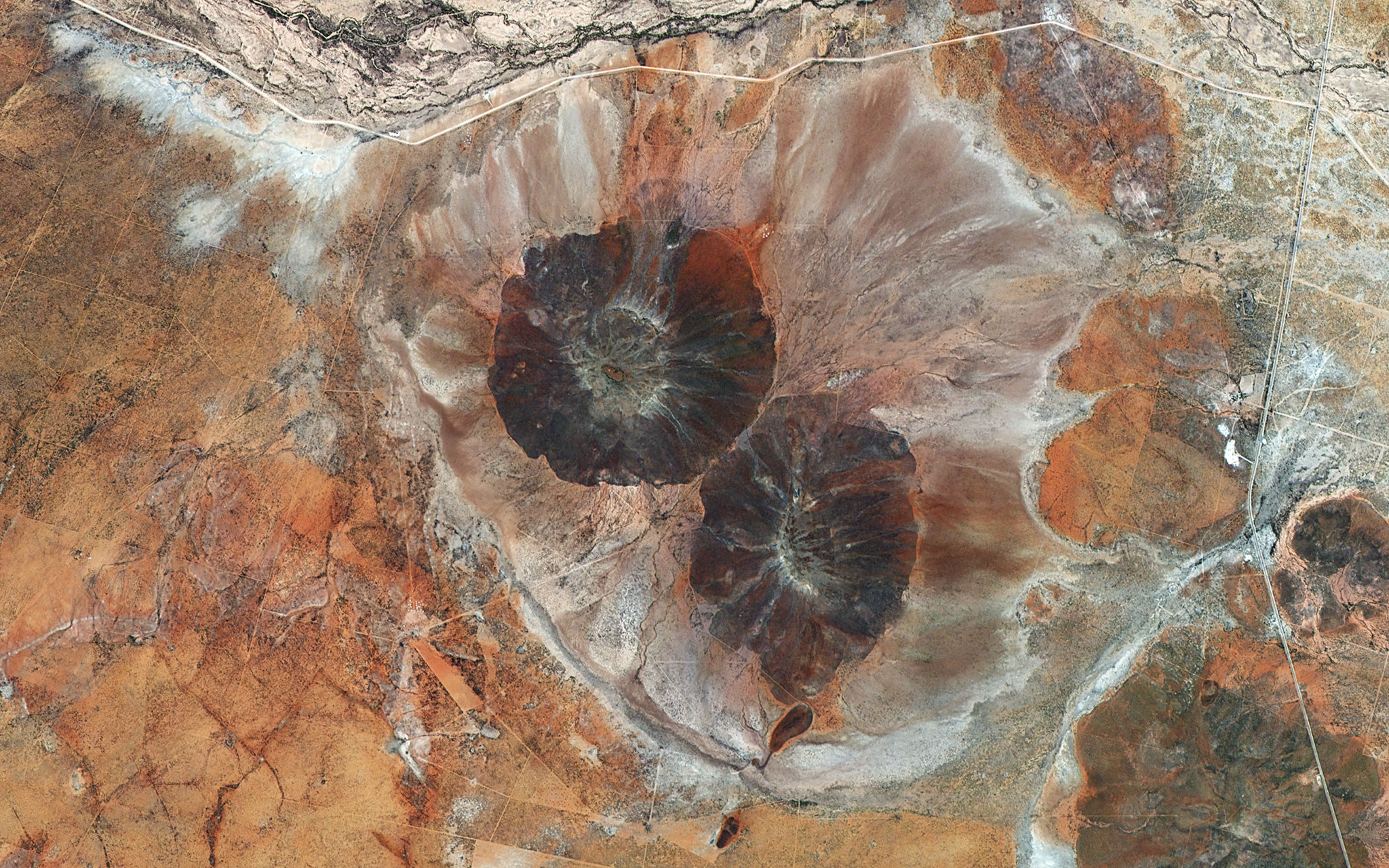
Satellitenaufnahme (2016)

Die Omatakoberge sind zwei markante, nahe beieinanderliegende nahezu gleich hohe Kegelberge zwischen den Städten Okahandja und Otjiwarongo. Sie gehören zu den höchsten Bergen in Namibia. Der höhere der beiden hat eine Höhe von 2286 m, der niedrigere ist ungefähr 150 Meter niedriger und liegt etwa zwei Kilometer südöstlich des höheren. Nochmals etwas mehr als vier Kilometer südöstlich befindet sich ein weiterer Inselberg, der Klein Omatako (1783 m), nahe der Nationalstraße B1.
Die Omatakoberge sind die höchsten Berge der Region Otjozondjupa. Das Gebiet dieser Berglandschaft befindet sich zum Großteil in Privatbesitz. Hier entspringt auch das gleichnamige Omatako-Rivier.
„Omatako“ bedeutet auf Otjiherero (und nicht wie einige Quellen angeben auf Oshindonga) so viel wie „Gesäß“.